# 라카이
라카이(영어: Lakai Limited Footwear)는 미국의 신발 회사이다. 스케이트보드 전용으로 시작되었으며, 1999년 릭 하워드, 마이크 캐롤이 설립하였다.